# Myrra Malmberg
Myrra Malmberg (Farsta, 20 dicembre 1966) è un'attrice, cantante e doppiatrice svedese.

## Biografia
Anna Myrra Malmberg è nata a Farsta, un sobborgo di Stoccolma, ed ha trascorso l'infanzia a Minneapolis e l'adolescenza in Svezia. La carriera teatrale della Malmberg è iniziata subito dopo la fine delle superiori e nel 1990 l'attrice ha fatto il suo debutto sulle scene in Fiddler on the Roof, in cui recitava nel ruolo di Hodel. Dopo aver recitazione in una produzione svedese della commedia Rumori fuori scena nel 1992, nella 1994 la Malmberg ha fatto il suo debutto sulle scene londinesi del musical Great Expectations. L'anno successivo si unì al cast del cast londinese di Les Misérables nel ruolo di Cosette, che continuò a ricoprire per due anni al Palace Theatre.
Nel 1997 fu scelta per interpretare Christine Daaé in The Phantom of the Opera all'His Majesty's Theatre, mentre nel 1999 interpretò Maria in West Side Story a Göteborg; nel ruolo di Maria fece anche il suo debutto italiano al Teatro dell'Opera di Roma. Dopo aver recitato in una tournée britannica di Joseph and the Amazing Technicolor Dreamcoat, nel 2001 tornò ad esibirsi a Stoccolma, continuando a recitare sulle scene svedesi come protagonista di Evita (2002), West Side Story (2006) e Jekyll & Hyde (2008).
Molto attiva anche come doppiatrice, la Malmberg ha prestato la voce a diversi personaggi della Disney nel doppiaggio svedese di diversi film d'animazione, tra cui Jasmine in Aladdin, Megara in Hercules, Wendy in Peter Pan II e la mamma di Andy in Toy Story 3 e 4.

## Filmografia parziale

### Doppiatrice
- Aladdin, regia di Ron Clements, John Musker (1992)
- We're Back! - 4 dinosauri a New York (We're Back! A Dinosaur's Story), regia di Simon Wells, Dick Zondag, Ralph Zondag e Phil Nibbelink (1993)
- Il ritorno di Jafar (The Return of Jafar), regia di Toby Shelton, Tad Stones, Alan Zaslove (1994)
- Aladdin e il re dei ladri (Aladdin and the King of Thieves), regia di Tad Stones (1996)
- Hercules, regia di John Musker e Ron Clements (1997)
- La bella e la bestia - Un magico Natale (Beauty and the Beast - The Enchanted Christmas), regia di Andy Knight (1998)
- La spada magica - Alla ricerca di Camelot (Quest for Camelot), regia di Frederik Du Chau (1998)
- La sirenetta II - Ritorno agli abissi (The Little Mermaid II: Return to the Sea), regia di Jim Kammerud e Brian Smith (2000)
- Ritorno all'Isola che non c'è (Return to Never Land), regia di Robin Budd e Donovan Cook (2002)
- Barbie e la magia di Pegaso (Barbie and the Magic of Pegasus), regia di Greg Richardson (2005)
- Le follie di Kronk (Kronk's New Groove), regia di Elliot M. Bour e Saul Andrew Blinkoff (2005)
- Underdog - Storia di un vero supereroe (Underdog), regia di Frederik Du Chau (2007)
- Happy Feet, regia di George Miller (2006)
- Disney Princess: Le magiche fiabe - Insegui i tuoi sogni (Disney Princess Enchanted Tales: Follow Your Dreams), regia di David Block (2007)
- La sirenetta - Quando tutto ebbe inizio (The Little Mermaid: Ariel's Beginning), regia di Peggy Holmes (2009)
- Toy Story 3 - La grande fuga (Toy Story 3), regia di Lee Unkrich (2010)
- Happy Feet 2 (Happy Feet Two), regia di George Miller (2011)
- Trilli e il segreto delle ali (Secret of the Wings), regia di Bobs Gannaway (2012)
- La canzone del mare (Song of the Sea), regia di Tomm Moore (2014)
- Ralph spacca Internet (Ralph Breaks the Internet), regia di Rich Moore e Phil Johnston (2018)
- Toy Story 4, regia di Josh Cooley (2019)